# Opisodasys keeni
Opisodasys keeni är en loppart som först beskrevs av Baker 1896.  Opisodasys keeni ingår i släktet Opisodasys och familjen fågelloppor. Inga underarter finns listade i Catalogue of Life.